# Kreon (Archon)
Kreon (griechisch Κρέων Kréōn) war ein Eupatrides und wurde laut antiker Überlieferung zum ersten Archon mit einjähriger Amtszeit in Athen gewählt. Er war der Nachfolger von Eryxias, der das Amt noch zehn Jahre innehatte. Nach Georgios Synkellos bekleidete er während der 19. oder 25. Olympiade und nach Excerpta Latina Barbari während der 24. das Amt des Archon. Während Eusebius seine Regierung in das zweite Jahr der 24. Olympiade, also in das Jahr 683/82 v. Chr. datiert, legt die Parische Chronik dies ein Jahr früher in 684/83 v. Chr.